# بروسبيريداد (محطة مترو أنفاق مدريد)
بروسبيريداد (بالإسبانية: Prosperidad)‏ هي محطة مترو أنفاق في مدريد في إسبانيا، تقع على الخط رقم 4.